# تمرد الباشكير (1735–1740)
تمرد الباشكير هو الثورة التي بدأت بها شعوب الباشكير في عام 1735 ضد الإمبراطورية الروسية، ولكن أخمدها الروس وقوات الباشكير الموالية لهم بعد سلسلة من الاشتباكات العنيفة في عام 1740.

## خلفية تاريخية
كان هناك حديث عن محاولة الروس التقدم نحو الجنوب الشرقي حتى إيران والهند وذلك منذ عهد بطرس الأكبر على الأقل، إذ وضع القائد الروسي إيفان كيريلوف خطة لبناء حصن تحت اسم أورينبورغ في أورسك عند نقطة التقاء نهري أور والأورال جنوب شرق جبال الأورال حيث تقع أراضي الباشكير والكالميك ووالكازاخ. هكذا بدأت أعمال البناء في أورسك عام 1735 بينما نُقلت أورينبورغ في عام 1743 نحو 250 كلم غربًا حيث موقعها الحالي. كانت الخطوة التالية بناء حصن على بحر آرال، وقد تطلب عبور أراضي الباشكير ثم عشيرة الكازاخ الصغرى التي أبدى البعض من سكانها خضوعًا شكليًا، مع ذلك استاء جزء معتبر من سكان الباشكير من هذه الخطة.

## التمرد
صدرت الموافقة على خطة كيريلوف في الأول من مايو من عام 1734 وتولى هو القيادة. على الرغم من تحذيره من إمكانية إثارة غضب الباشكير، لكنه تجاهل هذه التحذيرات فغادر أوفا عام 1735 مع 2500 رجل ليبدأ القتال في الأول من يوليو.
تضمنت الحرب العديد من الغارات الصغيرة وتحركات القوات المعقدة؛ لذا يصعب تلخيصها، ففي ربيع عام 1736 مثلًا أحرق كيريلوف 200 قرية باشكيرية وقتل 700 متمرد في المعارك وأعدم 158. وقد غادرت حملة مؤلفة من 773 رجل أورينبورغ في نوفمبر بينما فُقد 500 آخرون من البرد والجوع، خطط الباشكير في ذلك الوقت لذبح الروس النائمين في سينتوسا لكن الكمين فشل. ردًا على ذلك أُعدم ألف قروي بالسيف بمن فيهم نساء وأطفال، واقتيد 500 آخرون إلى مخزن حيث أُحرقوا حتى الموت، بعد ذلك خرجت فرق المداهمة وأحرقت 50 قرية، وقتلت 2000 آخرين. ثم هاجم ثمانية آلاف باشكيري معسكرًا روسيًا فقُتل 158 وفُقد 40 بينما شُنق ثلاث سجناء على الفور.
قاتل الباشكير على كلا الجانبين إذ شكلوا 40% من القوات الروسية في عام 1740 وسقط العديد من القادة أو ارتدوا. الغريب كان كاراساكال أو اللحية السوداء الذي ادعى امتلاكه 82000 رجل على بحر آرال الذي سماه أتباعه خان باشكيريا، كان أنف كاراساكال مقطوعًا جزئيًا ويملك أذنًا واحدة، وقد مثلت هذه التشوهات العقوبات الإمبريالية المثالية. أما قبائل الكازاخ الصغرى فقد تدخلوا في الجانب الروسي ثم انتقلوا إلى الباشكيري لينسحبوا أخيرًا. مات كيريلوف خلال الحرب جراء المرض فحدثت العديد من تغييرات القادة وذلك في عهد الإمبراطورة آنا الروسية والحرب الروسية التركية بين عامي (1735- 1739)، وأخيرًا سقط التمرد في عام 1740.

## التبعات والآثار
على الرغم من صعوبة تلخيص تاريخ تمرد الباشكير لكن يمكن أن نذكر من نتائجه ما يلي:
- تأخر تحقيق هدف التوسع الإمبراطوري الروسي ضمن آسيا الوسطى بسبب مشكلة الباشكير.
- قُمعت باشكيريا في عام 1740.
- تأسست أورينبورغ.
- في عام 1740 قُدم تقرير عن خسائر الباشكير خلال التمرد، بيّن هذا التقرير مقتل 16893 متمردًا باشكيريًا، و3236 أُسروا وجُندوا قسرًا (أُرسلوا إلى أفواج البلطيق وأسطوله) إضافة إلى 8382 من النساء والأطفال وُزعوا كأقنان، وبذلك يكون إجمالي خسائر الباشكير 28511. علاوة على ذلك أخذ الروس 12283 حصانًا و6076 رأسًا من الماشية والأغنام و9828 روبل من الباشكير المتمردين غرامات، إضافة إلى تدمير 696 قرية باشكيرية. يستبعد هذا التقرير الخسائر الناتجة عن الإغارة غير النظامية والجوع والمرض والبرد كون التقدير مستمدًا من البيانات الصادرة عن الجيش.